# Бабельсберг
Ба́бельсберг (нем. Potsdam-Babelsberg) — район города Потсдама, в котором расположены одноимённый парк, Киноуниверситет Бабельсберг имени Конрада Вольфа (основан в 1954 году), корпуса Потсдамского университета. Во времена Германской Демократической Республики (ГДР) в Бабельсберге находилась киностудия ДЕФА.
Впервые упоминается как отдельное поселение в 1375 году при императоре Карле IV.
Через Бабельсберг проходила условная граница между Западным Берлином (район Штеглиц-Целендорф) и ГДР, на пограничном переходе по Глиникскому мосту состоялся обмен советского разведчика Рудольфа Абеля на сбитого американского пилота Гэри Пауэрса.
В парке Бабельсберг, вследствие его приграничного положения, находились казармы офицеров Народной армии ГДР и Министерства госбезопасности ГДР, которые после падения Берлинской стены были переданы под общежития студентов Потсдамского университета.
По сценарию фильма «Семнадцать мгновений весны» именно в Бабельсберге проживал Штирлиц.
Во время Потсдамской конференции 17 июля — 2 августа 1945 года на виллах жилого посёлка Нойбабельсберг на берегу озера Грибницзе (нем. Griebnitzsee) проживали руководители делегаций СССР, США и Великобритании — Сталин, Трумэн и Черчилль. Виллы носят с тех пор их имена. На вилле Трумэна с 2001 года размещается штаб-квартира Фонда Фридриха Наумана.